# Munții Laurentini

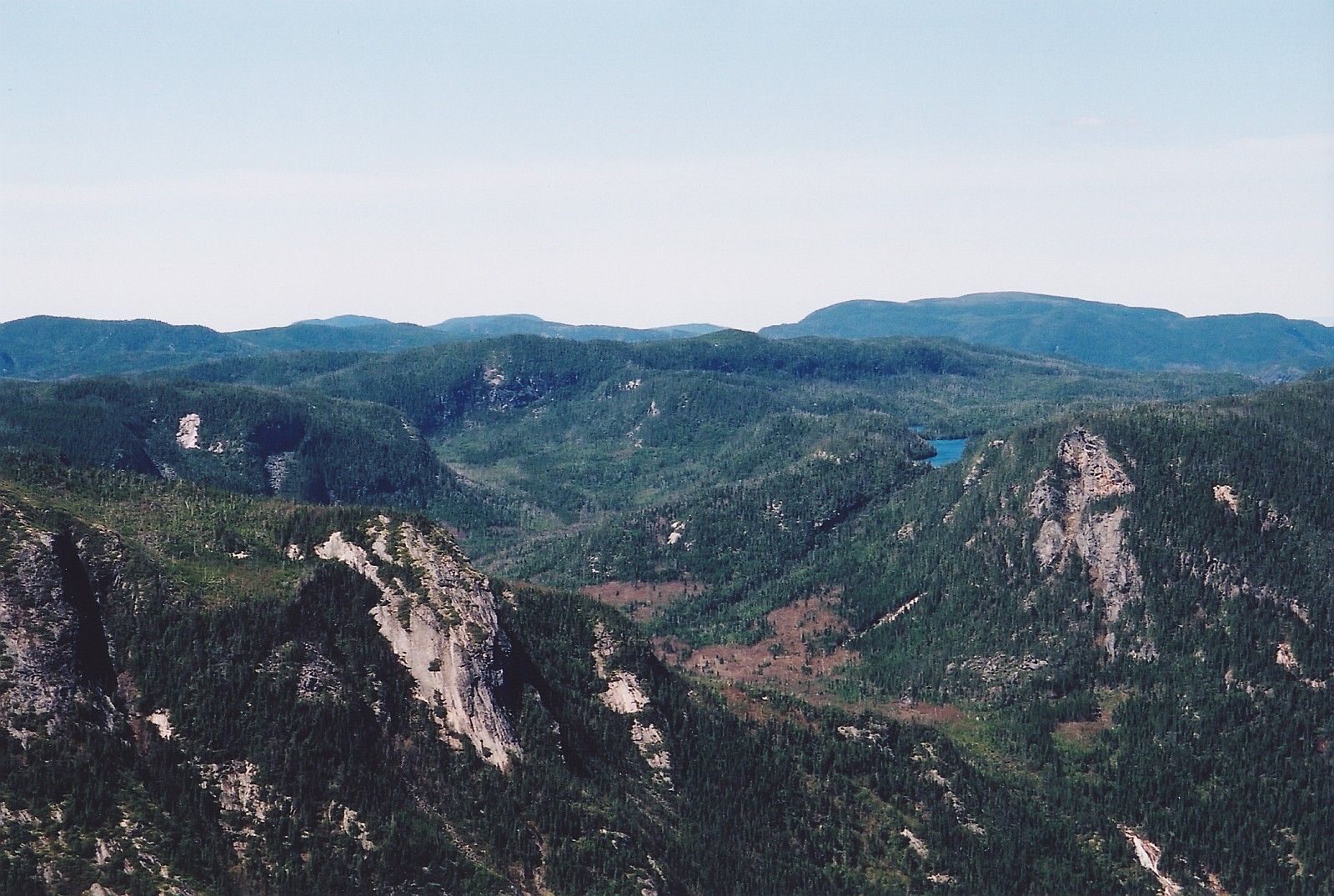
Parcul National Hautes-Gorges, Laurentiden

Munții Laurentini (franceză Laurentides; engleză Laurentian Mountains) sunt un lanț muntos situat la est de fluviul Sf. Laurențiu, în provincia Québec din Canada. Din punct de vedere geologic munții sunt așezați pe platoul Nordamerican, platou care cuprinde toată jumătatea de nord a continentului Americii de Nord. In regiunea de sud a munților domină o climă continentală temperată caldă, pe când în nord este o climă subpolară. Munții Laurentini sunt munți compuși din roci magmatice supuși unor procese îndelungate de eroziune glaciară, fiind considerați din punct de vedere geologic cei mai vechi munți din lume.
Ramurile muntoase de sud cu muntele mai cunoscut „ Mont Tremblant” (960 m) oferă posibilitatea practicării sporturilor de iarnă fiind o regiune frecvent vizitată de locuitorii Montrealului.

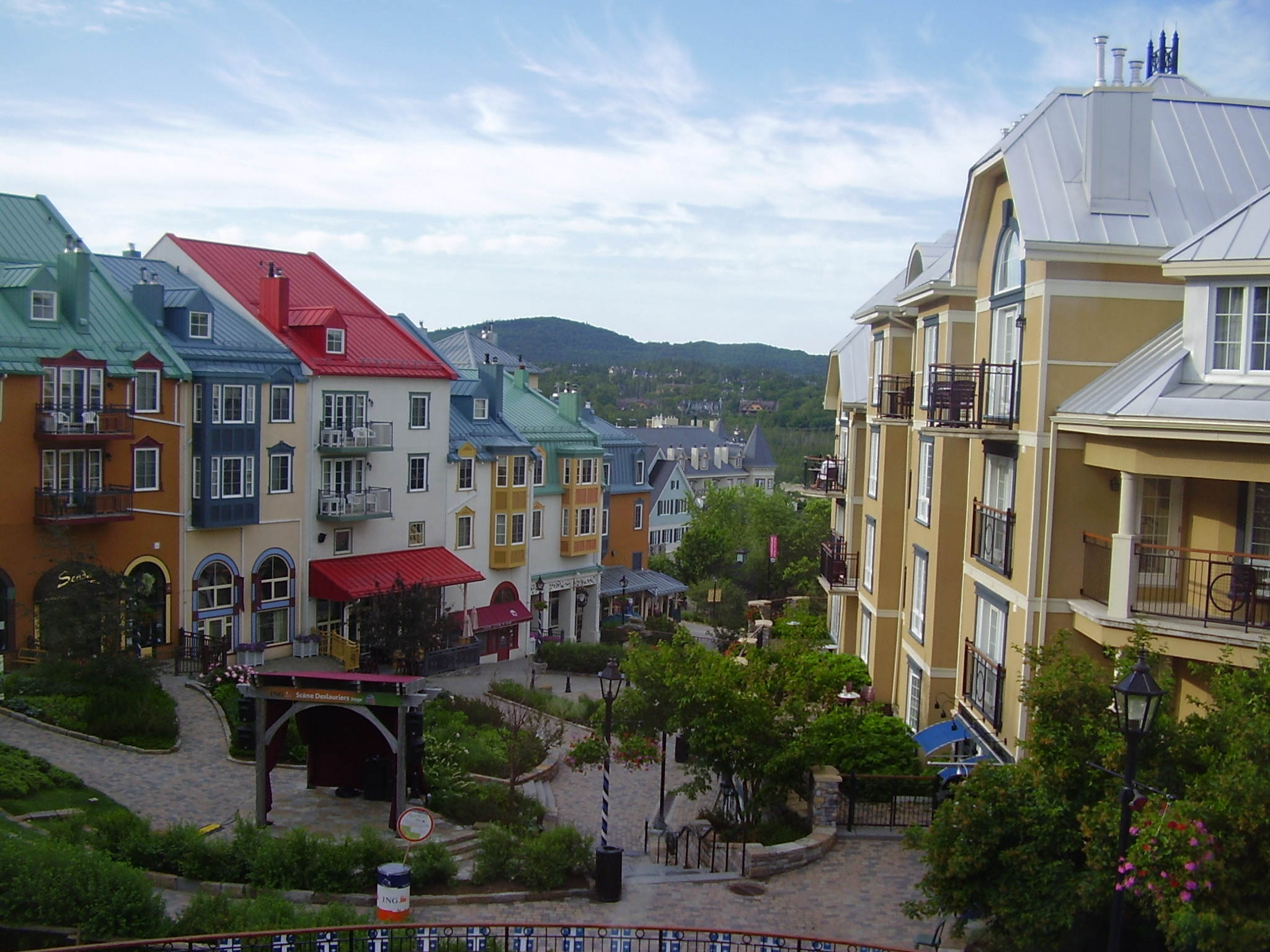
Satul Mont Tremblant

## Munți mai înalți
- Mont Raoul-Blanchard (1181 m)
- Mont Belle Fontaine (1151 m)
- Mont Acropole des Draveurs (1048 m)
- Mont du Lac des Cygnes (980 m)
- Mont de la Québécoise (1120 m)
- Mont Tremblant (968 m)
- Mont Sainte-Anne (800 m)
- Mont Sir-Wilfrid (783 m)